# Lane County (Kansas)
Lane County je okres ve státě Kansas v USA. K roku 2010 zde žilo 1 750 obyvatel. Správním městem okresu je Dighton. Celková rozloha okresu činí 1 858 km².